# Mehmet Akif Büyükatalay
Mehmet Akif Büyükatalay (* 25. Mai 1987 in Bad Hersfeld) ist ein deutsch-türkischer Filmregisseur und Drehbuchautor. Er ist Gründungsmitglied der Filmproduktionsgesellschaft „filmfaust“.

## Leben und Wirken
Mehmet Akif Büyükatalay wuchs in Hagen auf. Nach seinem Abitur auf dem Abendgymnasium Rahel-Varnhagen-Kolleg Hagen studierte er Mediale Künste an der Kunsthochschule für Medien Köln und schloss sein Studium mit dem Spielfilmdrama Oray ab. Er war Stipendiat des Studienstiftung des deutschen Volks. Der Film feierte auf den Internationalen Filmfestspielen Berlin 2019 seine Welturaufführung und wurde mit dem „Best First Feature Award“ ausgezeichnet.
Er ist mit Claus Reichel Produzent und Geschäftsführer der Filmproduktionsfirma filmfaust.

## Filmografie
- 2008: Wie ich lernte, Skifahren zu hassen (Kurzfilm)
- 2013: Vor dem Tor des Ijtihad (Kurzfilm; als Schauspieler, Produzent, Autor, Regisseur)
- 2015: Der Metzger (Kurzfilm; als Schauspieler, Produzent, Autor, Editor, Regisseur)
- 2019: Oray (als Produzent, Autor, Regisseur)
- 2020: Berzah (als Produzent)
- 2022: Aşk, Mark ve Ölüm (als Autor und Produzent)
- 2024: Immaculata (als Produzent)
- 2025: Hysteria (als Produzent, Autor, Regisseur)

## Auszeichnungen
- 2008 Hagener Handyfilmfestival – Bester Kurzfilm für Wie ich lernte, Skifahren zu hassen
- 2011 Stipendium der Studienstiftung des deutschen Volkes
- 2012 Gewinner des YAC (International Young Artist Contest), San Sperate, IT
- 2013 Türkisches Filmfestival Frankfurt – Auszeichnung „Bester Kurzfilm“ Vor dem Tor des Ijtihad
- 2014 Filmbüro Bremen Young Collection – Auszeichnung „Bester Kurzfilm“ Vor dem Tor des Ijtihad
- 2015 Filmfestival in Saint-Etienne – Spezialpreis der Jury für Vor dem Tor des Ijtihad
- 2018 Götz George-Nachwuchspreis für Oray
- 2019 Berlinale 2019 – GWFF Preis Bester Erstlingsfilm  für Oray
- 2019 Festival del Cinema Europeo, Italien  – Golden Olive Tree “Cristina Soldano Award for Best Film” für Oray
- 2019 Crossing Europe Filmfestival Linz, Österreich – Special Mention für Oray
- 2019 Construir Cine Film Festival, Argentinien – Special Mention für Oray
- 2019 CINEDAYS Festival of European Film, Mazedonien –  Best Director für Oray
- 2019 Augenblick Filmfestival, Frankreich – Main Jury Award für Oray
- 2020 Angers European First Film Festival – Hauptpreis der Jury für Oray
- 2020 Festival International du Film de Mons, Belgien – Hauptpreis der Jury für Oray
- 2020 Nominierung für den Deutschen Kurzfilmpreis für Berzah
- 2021 Festival Nuovo Cinema Europa, Italien –  Special Mention für Oray
- 2022 Berlinale 2022 – Panorama Publikumspreis für Aşk, Mark ve Ölüm
- 2023 Nominierung Deutscher Filmpreis – Bester Dokumentarfilm für Aşk, Mark ve Ölüm
- 2025 Europa Cinemas Label Award for Best European Film für Hysteria[3]